# Староторжский, Александр Павлович
Александр Павлович Староторжский (Шлыков) (14 [26] августа 1895, д. Денисово, Костромская губерния — 25 мая 1950, Брянск) — советский партийный и государственный деятель, заместитель председателя СНК РСФСР (1944—1946).
С рождения носил фамилию Шлыков, во время женитьбы 21 октября 1919 г. принял фамилию жены (по её настоянию).

## Биография
Родился в семье крестьянина-середняка, плотника.
Образование: окончил трёхгодичную церковно-приходскую школу в селе Жилино, столярно-токарное отделение низшей ремесленной школы Министерства народного просвещения в усадьбе Григорьевцево Солигаличского уезда, в 1916 г. — вечерние политехнические курсы Общества народных университетов (Петроград), в 1932 г. — курсы по подготовке в аспирантуру при Всесоюзном научно-исследовательском совхозном институте, в 1935 г. — аспирантуру Всесоюзного научно-исследовательского совхозного института. Имел ученое звание доцента (1937).
С 1911 г. работал столяром в Кронштадте и Петрограде. В 1914 г. активно участвовал в организации забастовок на столярно-мебельных предприятиях. В 1914—1916 гг. — вольнослушатель Вечерних политехнических курсов Общества народных университетов (Петроград). С мая 1916 по декабрь 1917 гг. служил в русской армии.
В 1917 г. вступил в РСДРП. С марта 1918 по март 1919 гг. — член президиума, секретарь исполнительного комитета Костромского волостного Совета. Затем до февраля 1921 г. служил в РККА.
Сменил фамилию во время женитьбы 21 октября 1919 г., приняв фамилию жены (по её настоянию).
В 1920—1938 гг. находился на партийной, советской, хозяйственной и преподавательской работе:
- апрель-август 1920 г. — начальник политико-просветительского отдела Константиноградского уездного военного комиссариата (Полтавская губерния),
- 1921—1922 гг. — ответственный секретарь Солигачского уездного комитета РКП(б), председатель исполнительного комитета Солигачского уездного Совета (Пермская губерния),
- 1922—1923 гг. — председатель районного отделения Костромского губернского Союза потребительских обществ,
- 1923—1925 гг. — заведующий, председатель Галичского районного Союза потребительской кооперации (Костромская губерния),
- 1925—1928 гг. — председатель правления Костромского губернского акционерного общества «Губторг»,
- 1928—1929 гг. — директор Костромского губернского треста местной промышленности «Промкомбинат»,
- апрель-октябрь 1929 г. — председатель Костромской окружной плановой комиссии,
- 1929—1931 гг. — директор льносовхоза «Заветы Ильича» (Буйский район Ивановской Промышленной области),
- 1931—1932 гг. — старший инспектор, заведующий отделом механизации и электрификации Всесоюзного льно-коноплеводческого треста,
- 1933—1935 гг. — и. о. доцента кафедры организации сельскохозяйственного социалистического предприятия 1-й Московской высшей коммунистической школы имени Л. М. Кагановича
- 1935—1937 гг. — заведующий сектором планирования совхозов Всесоюзного научно-исследовательского совхозного института, доцент кафедры организации социалистического сельскохозяйственного производства Московского института землеустройства,
- 1937—1938 гг. — директор Саратовского сельскохозяйственного института.

Затем — на руководящих государственных должностях:
- 1938—1940 гг. — и. о. председателя исполнительного комитета Калининского областного Совета,
- 1940—1944 гг. — председатель исполнительного комитета Калининского областного Совета,
- 1944—1946 гг. — заместитель председателя СНК РСФСР.

С 1946 г. — председатель исполнительного комитета Брянского областного Совета.
Избирался депутатом Верховного Совета СССР 1 и 3 созывов.
Умер 25 мая 1950 г. в Брянске.

## Награды и звания
Награждён орденом Ленина (в апреле 1943 — за строительство оборонительных сооружений) и орденом Отечественной войны 1 степени (1945).